# 프리드리히 쿨라우
프리드리히 다니엘 루돌프 쿨라우(Friedrich Daniel Rudolf Kuhlau, 1786년 9월 11일 ~ 1832년 3월 12일)은 고전주의 후기와 낭만주의 초기 동안 활동한 덴마크의 작곡가이자 피아니스트다. 그는 덴마크 황금기의 중심 인물이었으며, 덴마크의 국가적인 낭만주의의 첫 진품이자 절대군주제를 향한 가려진 찬사인 요정의 언덕을 비롯한 그의 음악을 통해 덴마크의 문화적 역사에서 불멸하는 존재이다. 그는 7살 때 얼음판에서 미끄러져 넘어진 사고로 인해 오른쪽 눈을 잃게 되었다.

## 생애

### 유년기
쿨라우는 1786년 9월 11일 현 독일 니더작센주 뤼네부르크 남부 웰첸에서 태어났다. 7살 때 얼음 위에서 미끄러져 넘어지면서 오른쪽 눈을 잃었다. 아버지, 할아버지, 삼촌은 모두 오보에 연주자로 군악대에서 복무했다. 가난한 가정에서 태어났지만 부모님의 지원 하에 피아노 레슨을 받았다. 1802년 함부르크로 이주하여 음악학자 C.F.슈벤케에게 피아노를 배우기 시작하였다.

### 성년
1804년에 첫 연주회를 가지며 콘서트 피아니스트로서의 삶을 시작했다. 돈을 벌기 위해 노래와 실내악을 작곡하기 시작한 것 역시 이 무렵이었다. 쿨라우는 평생 플루트를 위한 곡을 많이 작곡했지만, 정작 본인은 그 악기를 연주하지 않았다. 1810년에는 북독일의 많은 작은 공국들과 공국들을 정복한 나폴레옹군에 징집되는 것을 피해 코펜하겐으로 피신한다. 같은 해에 첫 피아노와 플루트 작품들을 처음으로 출판하기도 하였다. 이듬해인 1811년 코펜하겐에서 피아노를 가르치고 곡을 출판하며 생계를 꾸려나갔다. 1812년에는 덴마크 궁정에서 비급여 음악가로 임명되었으며, 1813년에는 덴마크 시민이 되었다.
징슈필 《강도의 성》의 흥행 덕분에 1816년에는 왕립극장의 성악 교사로 취임해 높은 보수를 받는다. 1817년에는 오페라 《마법의 하프》를 출품한다. 이 오페라의 리브레토는 당시 가장 명망높은 두 작가가 참여하여 많은 기대를 받았는데, 민주주의적 사상이 반영되었다는 이유로 프레데리크 6세에 의해 상영이 금지된다. 이후 1820년까지 쿨라우의 작품은 크게 주목받지 못한다. 1821년과 1825년에 쿨라우는 빈으로 여행을 가서 루트비히 판 베토벤과 친구가 되었다. 베토벤의 영향은 쿨라우의 말기 작품들에서 명백히 드러난다.
1830년에는 양친이 모두 사망하고, 1831년에는 집이 화재로 불타버린다. 1832년에는 흉부 질환에서 회복되지 못하고 사망했다.